# Gloria (chanson d'Indochine)
Pour les articles homonymes, voir Gloria.
Singles de Indochine
Karma Girls
(2019) Nos célébrations
(2020)
Gloria est une chanson du groupe français Indochine, en duo avec Asia Argento. Il s'agit de la treizième chanson de l album 13. Elle est sortie en Italie, dans sa version italienne, et bénéficie d'un clip présent dans la première réédition de 13'

## Clip
On[Qui ?] peut y voir Asia Argento et Nicola Sirkis. Au début, Nicola Sirkis est dans une salle de concert vide, en train de regarder le plafond où est projetée l'image d'Asia Argento. Ils se retrouvent ensuite pendant le refrain.

## 13 Tour
Gloria a toujours été chantée lors du 13 Tour, en dehors des festivals. L'image d'Asia Argento y est projetée au plafond. Asia Argento est parfois venue chanter sur scène avec le groupe, comme à Paris ou à Nancy.

## Liste des versions
1. Gloria (Version Album)
2. Gloria (Version Italienne)